# Öppet vatten-simning vid världsmästerskapen i simsport 2025 – Herrarnas 5 km
Herrarnas 5 km i öppet vatten-simning vid världsmästerskapen i simsport 2025 avgjordes den 18 juli 2025 vid Sentosa i Singapore.
Tyske Florian Wellbrock tog guld, italienske Gregorio Paltrinieri tog silver och franske Marc-Antoine Olivier tog brons.

## Resultat
Tävlingen startade klockan 10:00.
| Placering | Simmare                      | Nationalitet                    | Tid                 |
| --------- | ---------------------------- | ------------------------------- | ------------------- |
| 1         | Florian Wellbrock            | Tyskland                        | 57.26,4             |
| 2         | Gregorio Paltrinieri         | Italien                         | 57.29,3             |
| 3         | Marc-Antoine Olivier         | Frankrike                       | 57.30,4             |
| 4         | Marcello Guidi               | Italien                         | 57.32,3             |
| 5         | Denis Adeev                  | Neutrala individuella idrottare | 57.37,2             |
| 6         | Dávid Betlehem               | Ungern                          | 57.37,2             |
| 7         | Kyle Lee                     | Australien                      | 57.39,6             |
| 8         | Luca Karl                    | Österrike                       | 57.42,0             |
| 9         | Oliver Klemet                | Tyskland                        | 57.42,2             |
| 10        | Thomas Raymond               | Australien                      | 57.47,2             |
| 11        | Paul Niederberger            | Schweiz                         | 58.03,9             |
| 12        | Matheus Melecchi             | Brasilien                       | 58.04,6             |
| 13        | Eric Brown                   | Kanada                          | 58.08,6             |
| 14        | Kristóf Rasovszky            | Ungern                          | 58:08.8             |
| 15        | Martin Straka                | Tjeckien                        | 58.12,5             |
| 16        | Ratthawit Thammananthachote  | Thailand                        | 58.13,7             |
| 17        | Dylan Gravley                | USA                             | 58.15,9             |
| 18        | Athanasios Kynigakis         | Grekland                        | 58.24,3             |
| 19        | Sacha Velly                  | Frankrike                       | 58.37,5             |
| 20        | Ivan Puskovitch              | USA                             | 1:00.26,3           |
| 21        | Christian Schreiber          | Schweiz                         | 1:00.27,7           |
| 22        | Piotr Woźniak                | Polen                           | 1:00.31,6           |
| 23        | Esteban Enderica             | Ecuador                         | 1:00.56,0           |
| 24        | Zhang Jinhou                 | Kina                            | 1:00.56,0           |
| 25        | Kaito Tsujimori              | Japan                           | 1:01.00,2           |
| 26        | Lan Tianchen                 | Kina                            | 1:01.01,8           |
| 27        | Lev Cherepanov               | Kazakstan                       | 1:01.03,8           |
| 28        | Park Jae-hun                 | Sydkorea                        | 1:01.03,9           |
| 29        | Savelii Luzin                | Neutrala individuella idrottare | 1:01.04,9           |
| 30        | Diogo Cardoso                | Portugal                        | 1:01.06,7           |
| 31        | Ronaldo Zambrano             | Venezuela                       | 1:01.08,9           |
| 32        | David Farinango              | Ecuador                         | 1:01.09,2           |
| 33        | Bartosz Kapała               | Polen                           | 1:01.21,9           |
| 34        | Oh Se-beom                   | Sydkorea                        | 1:01.22,4           |
| 35        | Matthew Caldwell             | Sydafrika                       | 1:01.23,8           |
| 36        | Diego Vera                   | Venezuela                       | 1:01.24,0           |
| 37        | Diego Obele                  | Mexiko                          | 1:01.24,0           |
| 38        | Connor Buck                  | Sydafrika                       | 1:01.26,3           |
| 39        | Riku Takaki                  | Japan                           | 1:01.26,9           |
| 40        | Logan Vanhuys                | Belgien                         | 1:02.10,5           |
| 41        | Adrián Ywanaga               | Peru                            | 1:02.15,4           |
| 42        | Jamarr Bruno                 | Puerto Rico                     | 1:02.40,8           |
| 43        | José Barrios                 | Guatemala                       | 1:02.41,2           |
| 44        | Atakan Ercan                 | Turkiet                         | 1:02.41,2           |
| 45        | Diego Dulieu                 | Honduras                        | 1:02.41,9           |
| 46        | Su Bo-ling                   | Taiwan                          | 1:02.42,1           |
| 47        | Konstantinos Chourdakis      | Grekland                        | 1:02.43,1           |
| 48        | Emre Sarp Zeytinoğlu         | Turkiet                         | 1:02.43,8           |
| 49        | Nico Esslinger               | Namibia                         | 1:02.47,9           |
| 50        | Théo Druenne                 | Monaco                          | 1:02.51,9           |
| 51        | Jeison Rojas                 | Costa Rica                      | 1:02.54,0           |
| 52        | Tiago Campos                 | Portugal                        | 1:03.27,9           |
| 53        | Tsao Jun-yan                 | Taiwan                          | 1:03.31,5           |
| 54        | Esteban Faure                | Monaco                          | 1:03.47,1           |
| 55        | Ilias El Fallaki             | Marocko                         | 1:03.47,4           |
| 56        | Grgo Mujan                   | Kroatien                        | 1:03.55,5           |
| 57        | Alan González                | Mexiko                          | 1:04.12,3           |
| 58        | Keith Sin                    | Hongkong                        | 1:04.19,0           |
| 59        | Mochammad Akbar Putra Taufik | Indonesien                      | 1:04.27,6           |
| 60        | Prashans Hiremagalur         | Indien                          | 1:04.27,7           |
| 61        | Richard Urban                | Slovakien                       | 1:04.57,5           |
| 62        | Tomáš Peciar                 | Slovakien                       | 1:07.01,8           |
| 63        | Nithikorn Jeampiriyakul      | Thailand                        | 1:07.19,0           |
| 64        | Chan Tsun Hin                | Hongkong                        | 1:07.20,3           |
| 65        | Oscar García                 | Guatemala                       | 1:07.22,1           |
| 66        | Damien Payet                 | Seychellerna                    | 1:07.22,5           |
| 67        | Dhrupad Ramakrishna          | Indien                          | 1:07.25,1           |
| 68        | Luke Tan                     | Singapore                       | 1:07.26,9           |
| 69        | Dilanka Shehan               | Sri Lanka                       | 1:07.32,5           |
| 70        | Juan Núñez                   | Dominikanska republiken         | 1:09.07,7           |
| 71        | Percy Escobar                | Bolivia                         | 1:11.26,2           |
| 72        | Tharusha Perera              | Sri Lanka                       | 1:11.26,6           |
| 73        | Joaquín Estigarribia         | Paraguay                        | 1:11.28,6           |
| 74        | Ian Leong                    | Singapore                       | 1:11.34,8           |
| 99        | Jayden De Swardt             | Zimbabwe                        | Utanför tidsgränsen |
| 99        | Tristan Nell                 | Namibia                         | Utanför tidsgränsen |
| 99        | Connor Grist                 | Zimbabwe                        | 0DNF0               |
| 99        | David Padre                  | Angola                          | 0DNF0               |
| 99        | Igbaal Bayusuf               | Kenya                           | 0DNF0               |
| 99        | Benjamin Lutaaya             | Uganda                          | 0DNF0               |
| 99        | Benco Van Rooyen             | Botswana                        | 0DNF0               |
| 99        | Galymzhan Balabek            | Kazakstan                       | 0DNF0               |
| 99        | Marin Mogić                  | Kroatien                        | 0DNF0               |
| 99        | Diego Solano                 | Bolivia                         | 0DNF0               |
| 99        | Hamza Kassim                 | Kenya                           | 0DNF0               |
| 99        | Luiz Loureiro                | Brasilien                       | 0DNS0               |
| 99        | Rami Rahmouni                | Tunisien                        | 0DNS0               |